# Bernd Franke
Bernd Franke (Bliesen, 1948. február 12. –) világbajnoki ezüstérmes nyugatnémet válogatott német labdarúgó, kapus.

## Pályafutása

### Klubcsapatban
Az SV Bliesen és az SW Urexweiler csapataiban kezdte a labdarúgást, majd a Saar 05 Saarbrücken korosztályos csapatában folytatta. 1969 és 1971 között a Fortuna Düsseldorf labdarúgója volt. 1971-ben az Eintracht Braunschweighez igazolt, ahol tagja volt az 1976–77-es idényben bajnoki bronzérmes csapatnak. Összesen 345 élvonalbeli Bundesliga mérkőzésen szerepelt. 1985-ben sorozatos sérülések miatt vonult vissza az aktív labdarúgástól.

### A válogatottban
1973 és 1977 között két alkalommal szerepelt a nyugatnémet válogatottban. Az 1978-as argentínai világbajnokság előtt pár nappal sérült meg és maradt a részvételről. Tagja volt az 1982-es világbajnoki ezüstérmes csapatnak Spanyolországban, de pályára nem lépett. 1972 és 1977 között hat alkalommal szerepelt a B-válogatottban. Részt vett az 1984-es Los Angeles-i olimpián. 12-szeres olimpiai válogatott volt 1982 és 1984 között.

## Sikerei, díjai
NSZK
- Világbajnokság
  - ezüstérmes: 1982, Spanyolország

 Eintracht Braunschweig
- Nyugatnémet bajnokság (Bundesliga)
  - 3.: 1976–77